# 安藤健太
安藤 健太（あんどう けんた、1976年11月1日 - ）は日本のトライアスロン選手。2003年に開催されたアジアカップトライアスロンマカオ大会において3位入賞。2004年2月から６か月間の契約でマカオ・トライアスロン協会のナショナルチームのコーチに就任した。2019年7月現在現職。

## タイトル
- アジアカップ2006シリーズランキング8位[5]
- アジアカップ2005シリーズランキング[6]
- アジアカップ2004シリーズランキング35位[7]
- 2001,2002JTU強化指定選手C選手[8]
- 2006 アジア大会ドーハ マカオ代表コーチ[9]

## レース結果
- 1997　第1回南部アクアスロン大会　2位[10]
- 1998 トライアスロンin紀の国美山　2位[11]
- 2000：東京都選手権　優勝 /群馬選手権　優勝 /大阪舞洲トライアスロン　優勝
- 2001　ITU 2001ITUインターナショナルイベントスビックベイ アジアカップ5位[12]
- 2002　Asian Cup Series Chinese Taipei[13]
- 2002   ITUインターナショナルイベントスビックベイ　アジアカップ 3位[14]
- 2004  マレーシア　ポートディクソン　優勝 /アジアカップ　ITUイベント　香港8位（アジア４位）
- 2005   ITU Singapore Triathlon Asian Championships 1位 [15]
- 2005  Asian Cup Tainan 3位[16]
- 2006   Clark Economic Zone ASTC Duathlon Asian Championships　7位（アジアデュアスロン選手権） [17]
- 2008　PORT DICKSON INTERNATIONAL TRIATHLON ASIAN CUP SERIES 5位[18]
- 2009　Brighton Beach International Triathlon 2位[19]

## 指導歴
- 2006年　アジア大会　ドーハ　マカオ代表コーチ
- 2010年　アジア大会　広州　マカオ代表コーチ
- 2014年　アジア大会　仁川　マカオ代表コーチ

## コーチ成績
- 2010年　アジア大会広州　女子４位
- 2014年　アジア大会仁川　女子５位
- 2014年　マカオチーム　アジア大会仁川　ミックスチームリレー５位
- 2015年　アクアスロン世界選手権シカゴ　エリート女子３位
- 2016年　アクアスロン世界選手権コズメル　エリート女子4位
- 2016年　アジアカップ　スービック　エリートU23 ２位
- 2017年　第１３回中国全国運動会　オープン女子５位
- 2017年　マヨン山アジアカップ エリート女子１位
- 2017年　韓国ソクチョアジアカップ エリート女子１位
- 2017年　インドネシアパレンバンアジア選手権 エリート女子 5位、エリートU23女子　１０位、ミックスリレー６位
- 2018年　マヨン山アジアカップ エリート女子２位、エリートジュニア男子２位、３位
- 2018年　アジア大会ジャカルタ、パレンバン　女子３位
- 2018年　アクアスロンアジア選手権　エリート女子優勝、エリートジュニア男子３位

## 有資格
- ２０１２年　ITU Competitive Coach Level2 取得
- ２０１４年　Technical National Level Classifire　取得
- ２０１７年　ITU Facilitator Stage 2